# Далматово
Далма́тово — город в Курганской области России, административный центр Далматовского района.
В рамках административно-территориального устройства является городом районного подчинения. В рамках муниципального устройства вместе с 5 прилегающими деревнями образует муниципальное образование город Далматово со статусом городского поселения.

## География
Расположен в южной части Туринской равнины, на левом берегу реки Исеть, в 192 км к северо-западу от города Кургана.

### Часовой пояс
Далматово, как и вся Курганская область, находится в часовой зоне МСК+2. Смещение применяемого времени относительно UTC составляет +5:00.

## История
В 1644 году преподобным Далматом Исетским был основан Далматовский Успенский мужской монастырь и через 7 лет при монастыре возникла слобода Служняя, переименованная в 1691 году в село Николаевское.
Башкиры жили в окрестностях монастыря и «всякое вспоможение сами чинили»
7 сентября 1651 года к монастырю неожиданно подошли 100 воинов царевичей Девлет-Гирея и Кучука, разграбили и пожгли монастырь, убили трёх старцев и 17 человек монастырских служек и увели с собой 20 человек. Основатель монастыря, преподобный Далмат Исетский, отсутствовал в это время в монастыре. По преданию, Далматская икона не пострадала от огня.
В 1662—1664 годах монастырь неоднократно подвергался набегам кочевых племён, разорявших его (например, про набег отряда Сары Мергена в 1662 году архивные документы сообщают, что монастырь «варварами не оставлен даже в развалинах, но по сожжению сравнен с землею».
18 (29) декабря 1708 года Именным указом образуется Сибирская губерния.
13 (24) августа 1737 года образована Исетская провинция.
15 (26) марта 1744 года образована Оренбургская губерния, в которую вошла Исетская провинция.
В январе 1763 года крестьяне села Николаевского изгнали из мирского правления старосту — ставленника монахов и избрали мирским старостой крестьянина Лаврентия Широкова, сотским — Ивана Лобова, писарем был избран Михайло Барсуков. Монахов не устроило крестьянское самоуправление. Они обманным путем захватили выборных, пригласив их в монастырь для переговоров, и страшно избили. Во главе мирского правления были снова поставлены монастырские: староста Василий Лавров, писчиком — Иван Могильников. В апреле 1763 года прибывает в монастырь архимандрит Иоакинф, который считался его настоятелем с 1760 года. Он организует карательный отряд, с помощью которого захватывает крестьянские земли, засевает монастырским зерном, уводит лошадей и т. д. Это вызвало возмущение крестьян села, поддержанное и другими селениями вотчины. В конце июня 1763 года в Далматовский монастырь прибыл карательный отряд Азовского драгунского полка в составе 60 человек под руководством подпоручика Телепнёва, который приступил к усмирению крестьян, сопровождавшемуся насилием и произволом. Мирская изба в селе Николаевском стала центром крестьянского бунта, вошедшего в историю края под названием «дубинщина». 2 августа 1763 года крестьяне разбили команду Телепнева. Пик восстания пришёлся на сентябрь-декабрь 1763 года, когда крестьяне, вооруженные в большинстве дубинами и косами, насаженными на древко, пошли на открытое неповиновение, окружили Далматовский монастырь, перерезали дорогу на Шадринск и на Челябинск. В начале декабря с начавшимися морозами крестьяне сами ушли от стен монастыря, установив на подступах к деревням засады. В конце марта 1764 года в помощь осаждённому монастырю прибыл Азовский драгунский полк под командованием подполковника Аборина. Восстание подавлено с помощью войск. 167 человек главных «крамольников» были преданы казни.
26 февраля 1764 года Екатерина II подписала указ о передаче монастырских крестьян в ведение коллегии экономии. С 1837 года крестьяне Далматовской волости, бывшие экономические, стали именоваться государственными крестьянами.
Отряд пугачёвцев, до 2 000 человек под командованием челябинского есаула Прохора Пестерева, с 11 февраля по 2 марта 1774 года стоял в селе Николаевском и проводил осаду монастыря. Монастырь выдержал штурмы 12 и 13 февраля и осаду. 14 марта правительственный отряд Деколонга освободил от осады Далматов монастырь, но имущество тех, кто ушёл под защиту монастыря и для его защиты, было разграблено. Монастырь понёс потери в денежном отношении на 1 025 рублей 21 копейку. Эту сумму разложили по всем селениям вотчины. С села Николаевского было взыскано 68 рублей 18,5 копейки.
27 января (7 февраля) 1781 года указом об учреждении Пермского наместничества селу был присвоен статус уездного города с названием Далматов, в честь основателя Успенского Далматовского монастыря — монаха Далмата, в миру казака Мокринского Дмитрия Ивановича. 17 июля 1783 года был утверждён герб города: на голубом поле три золотые колокола, поставленные пирамидою, с надписью на них 7152 год (от сотворения мира, 1644 н. э.), означающей, что это место известно по постройке в нём Далматовского Успенского монастыря.
12 (23) декабря 1796 году происходит новое разделение государства на губернии, Далматовский уезд ликвидируется, Далматов превращается в заштатный город Шадринского уезда Пермской губернии.
19 апреля 1852 года в городе случился очень крупный пожар, который за несколько часов прошёл весь город и уничтожил 489 домов (уцелело 47), нанес повреждения Никольской приходской церкви и церкви Далматовского Успенского монастыря.
В XIX веке главным занятием жителей села было выращивание огурцов, а также сбор и продажа дикого хмеля.
25 января 1918 года установление Советской власти в городе Далматов.
11 июля 1918 год произошёл Далматовский бой бойцов 4-го Уральского стрелкового полка (командир Тимофей Григорьевич Анчугов) при одном орудии (под командой Артемия Селянина), и двух блиндированных площадках с установленным на одной из них орудием и восемью пулеметами (под начальством прапорщика А. С. Устинова) против белогвардейцев Шадринского добровольческого отряда (командир штабс-капитан Александр Александрович Куренков), 2-го Степного Сибирского стрелкового полка (командир штабс-капитан Дмитрий Николаевич Панков), 13-го Омского Сибирского стрелкового полка (командир капитан Николай Алексеевич Мельников) и чехословацких легионеров (командир подпоручик А Гасал). У красных убито сорок пять человек, ранено пятьдесят девять, пропало восемьдесят три. Вечером красные отступили к Катайску. Силы Белого движения потеряли 17 человек убитыми
15 июля 1919 года в РСФСР образована Екатеринбургская губерния.
28 июля 1919 года рано утром в Далматов ворвалась конная разведка красных (командир каслинский рабочий Григорий Дунаев). Красноармеец-латыш Станислав Рукманис (род. 7 мая 1901) погиб в этом бою. Решением Далматовского горисполкома от 5 июля 1972 года улицу Промышленную переименовали в улицу Станислава Рукманиса.
К исходу 31 июля 1919 года 15-й Курганский Сибирский стрелковый полк (командир подполковник Борис Григорьевич Вержболович) 4-й Сибирской стрелковой дивизии (командир генерал-майор Иннокентий Семёнович Смолин) занял Далматов, однако 1 августа 1919 года под давлением превосходящих сил 267-го и 268-го полков 30-й стрелковой дивизии РККА вынужден был отступить.
В 1919 году образован Далматовский сельсовет (упразднён 10 января 1945 года).
С 3 ноября 1923 года центр Далматовского района Шадринского округа Уральской области.
15 сентября 1924 года город Далматов обращён в сельскую местность (с. Далматово).
Промышленное развитие села началось в 40-х годах XX века.
17 января 1934 года образована Челябинская область.
6 февраля 1943 года образована Курганская область.
10 января 1945 года село получило статус рабочего посёлка.
7 июня 1947 года рабочий посёлок Далматово стал городом районного подчинения.
1 февраля 1963 года стал городом областного подчинения.
12 января 1965 года стал городом районного подчинения.
Распоряжением Правительства РФ от 29 июля 2014 года № 1398-р «Об утверждении перечня моногородов» городское поселение город Далматово включено в категорию «Монопрофильные муниципальные образования Российской Федерации (моногорода), в которых имеются риски ухудшения социально-экономического положения».

## Население
| 1644    | 1793    | 1856    | 1862    | 1869    | 1897    | 1904    | 1920    | 1926    |
| ------- | ------- | ------- | ------- | ------- | ------- | ------- | ------- | ------- |
| 1       | ↗914    | ↗4600   | ↘4197   | ↘2775   | ↘564    | ↗4454   | ↗5650   | ↘5499   |
| 1939    | 1959    | 1970    | 1979    | 1989    | 1992    | 1996    | 2000    | 2001    |
| ↗7727   | ↗11 011 | ↗12 583 | ↗15 325 | ↗17 494 | ↘17 400 | ↘16 900 | ↘16 000 | ↘15 700 |
| 2002    | 2003    | 2005    | 2006    | 2007    | 2008    | 2009    | 2010    | 2011    |
| ↘14 972 | ↗15 000 | ↘14 700 | ↘14 400 | ↘14 200 | ↘14 100 | ↘13 981 | ↘13 911 | ↘13 901 |
| 2012    | 2013    | 2014    | 2015    | 2016    | 2017    | 2018    | 2019    | 2020    |
| ↘13 817 | ↘13 580 | ↘13 480 | ↘13 240 | ↘13 015 | ↘12 772 | ↘12 631 | ↘12 413 | ↘12 248 |
| 2021    |         |         |         |         |         |         |         |         |
| ↘11 584 |         |         |         |         |         |         |         |         |

На 1 января 2025 года по численности населения город находился на 880-м месте из 1124 городов Российской Федерации.
Национальный состав
- По переписи населения 1926 года проживало 5499 человек, из них русские — 5475 человек, украинцы — 8 человек (национальность в источнике указана только для первых 2 национальностей по численности населения).
- На 01.01.2018 в Далматовском районе проживало 25 360 человек, из них русские — 93,3 %, казахи — 1,7 %, украинцы — 0,9 %[36].

## Экономика
Промышленность города представлена предприятиями машиностроения, пищевой и лёгкой промышленности и сельского хозяйства:
- ОАО «Завод СТАРТ» — производитель автоцистерн для пищевой и нефтяной промышленности.
- ООО «Промтехоборудование» — производитель циклонов, резервуаров, вакуумных фильтров и другого специального оборудования для пищевой и перерабатывающей промышленности.
- ООО «Далматовская кондитерская фабрика», выпускающая кондитерские изделия.
- ООО «Радуга» — производитель спецодежды и тканей; грибов (вёшенка)[37].
- ОАО «Далматовский элеватор»
- ООО «Далматовский комбикормовый завод».
- ООО «Далматовский Бетонный завод»

## Культура
Далматовский исторический музей им. А. Н. Зырянова. 18 мая 1962 года был открыт школьный краеведческий музей. После объединения со школьным краеведческим музеем Далматовской средней школы был создан Далматовский исторический музей.
С 1978 года музей является филиалом Курганского областного краеведческого музея.

### Церкви

#### Николаевская церковь
В 1658 году была срублена первая, а в 1673 году вторая деревянная церковь во имя Святителя Николая Чудотворца. Каменная Николаевская церковь строилась на месте второй деревянной в 1754—1763 годах на средства прихожан — монастырских крестьян. В 1770—1776 годах с северной стороны был пристроен отапливаемый северный придел во имя трех святителей Василия Великого, Григория Богослова, Иоанна Златоуста. В 1858—1860 годах с южной стороны пристроен придел во имя святителя Димитрия Митрополита Ростовского с трапезной, притворами и папертью. В 1902 году были две иконы старинного письма: большая икона св. Николая Можайского в металлической позлащенной ризе и небольшая икона святителя Николая в серебряной кованой ризе. В ночь на 27 июня/10 июля 1918 года белогвардейские части подошли к реке Исеть. Красноармейцы заметили сначала конную разведку, а потом пехоту и приготовили пулеметы. Священники Николаевской церкви Владимир Сергеев и Александр Сидоров, а также дьякон Василий Ситников предупредили наступавших белогвардейцев колокольным звоном. В тот же день оба священника были казнены красноармейцами в Сухом логу у линии железной дороги. Диакона Василия Ситникова повезли в село Катайское и по дороге 28 июня расстреляли. Решением Священного Синода от 17 июля 2002 года священномученики Владимир Сергеев, Александр Сидоров и Василий Ситников прославлены в Соборе новомучеников и исповедников Российских. В 1934 году по решению советских властей церковь была закрыта. Здание изменило первоначальный облик. Колокольня, купола и церковная ограда были разобраны на кирпич. В здании церкви размещались кинотеатр, Дом культуры, спортивная школа, склады, библиотека, флюорографический кабинет. В 1960 году Постановлением Совета министров РСФСР Николаевский храм был объявлен памятником архитектуры республиканского значения. В 1980—2012 годах там находился краеведческий музей. Ныне здание передано Шадринской епархии Русской Православной Церкви.

#### Церковь Владимирской иконы Божией Матери
До революции была построена возле кладбища церковь Владимирской иконы Божией Матери. Не сохранилась.

## Объекты, названные в честь города
- Улица Далматовская в городе Кургане (пос. Чистое Поле).
- Улица Далматовская в жилом районе Нижне-Исетский Чкаловского района города Екатеринбурга.
- 2 декабря 1960 года сдан построен на верфи «Warnowwerft Warnemünde» (Германская Демократическая Республика) теплоход «Долматово». Порт приписки теплохода г. Жданов (Азовское морское пароходство). В начале 1980-х годов предан Северному морскому пароходству и впоследствии списан на металлолом по окончании срока годности и эксплуатации (средний срок годности 25 лет).

## Известные уроженцы
- Петрин, Валерий Трофимович (1943—2002) — советский и российский историк, археолог, доктор исторических наук, профессор, Заслуженный деятель науки Российской Федерации (2002).
- Сущенко, Сергей Александрович (1973—1993) — пограничник 12-й заставы Московского пограничного отряда Таджикско-Афганской границы, Герой Российской Федерации (1993).